# Santa Maria (banda da Rússia)
Santa Maria é uma banda da Rússia cuja sonoridade resulta de uma mistura de heavy metal tradicional e power metal, havendo também traços de metal progressivo e psicodelismo dos anos 70. Suas músicas são marcadas ainda por vocais melodiosos e coro de vozes como back vocal. Até o momento, o Santa Maria possui dois álbuns lançados.

## História
A banda Santa Maria foi formada no ano de 1992, em Moscou, a capital da Rússia, com a proposta de executar músicas que fossem basicamente uma mistura de heavy metal tradicional e power metal. Embora o Santa Maria não tenha sido a primeira banda de heavy metal a formar-se em território russo, além do fato de apenas haver surgido quando a União Soviética já havia se desintegrado, sem dúvida a banda foi uma das desbravadoras da música pesada naquele país, figurando ao lado de nomes como Aria, Gorky Park, Butterfly Temple, End Zone, Jenskaya Bolezn' (sendo esta, provavelmente, a primeira banda exclusivamente feminina em território soviético), entre outras. Contudo, seu primeiro álbum somente seria gravado quase dez anos após sua formação, em 2001. Com o nome Sea Serenade, e lançado pela gravadora Valiant Music, o álbum continha nove músicas. Uma curiosidade é que apesar de o título do álbum e das músicas aparecerem em inglês, as mesmas eram todas cantadas em russo e escritos em alfabeto cirílico. O fato de as músicas todas serem cantadas em russo e o logotipo da banda, bem como o encarte de seu trabalho, aparecerem em alfabeto cirílico, evidenciam uma provável falta de preocupação dos membros do Santa Maria em fazer algum sucesso fora de sua terra natal, a Rússia, embora tenham conseguido arregimentar fãs em outros países. Apesar da boa aceitação do primeiro álbum por parte da crítica e fãs, somente em 2005 o Santa Maria lançou seu segundo trabalho. Tratava-se do álbum Living On The Edge, contendo onze composições e lançado pela gravadora Metalism Records. Neste trabalho, a banda resolveu fazer a experiência de incluir uma música em inglês, faixa esta de nome Everybody Scream. Desde então, embora o Santa Maria não tenha anunciado o fim de suas atividades, a banda mergulhou em um longo período sem lançar mais nenhum trabalho. Ao longo de sua história, o Santa Maria passou por várias mudanças de formação, contabilizando nada menos que quatro vocalistas, dois guitarristas (além da participação do guitarrista Roman Guryev em algumas faixas do segundo álbum), quatro baixistas e três tecladistas. As músicas do primeiro álbum do Santa Maria abordavam como temática aventuras inerentes às grandes navegações e piratas, enquanto o segundo álbum falava a respeito de heroísmo, honra e patriotismo.

## Formação

### Atual
- Sergey Sergeev - Vocal (Forsage, Arteria, Shadow Host, GulfStream, participação nas bandas Gran-Kurazh e Slavic Selin)
- Cyrill Bezrodnykh – Guitarra
- Mikhail Timonin – Baixo
- Ruslan Smirnov – teclado
- Vladymir "Artist" Lyovushkin Sokolov – Bateria (Lady Prowler, Arkona, Rossomahaar, Bleeding, Nargathrond, Vendette, 6/5, Dead Cemetery Graves, Prichudliviy Zarodish, Zib Kana Nagota).

### Ex-Integrantes
Vocal
- Vasily Isaev
- Alexey Koval'chuk
- Alexey Vyaznikov

Guitarra
- Juriy Denisov

Baixo
- Vadim Lednyov
- Roman Drozdov
- Anton Davidyanc

Teclado
- Ekaterina Usanova
- Sergey Golovanov

## Discografia
- Sea Serenade – 2001 (álbum)[1][2]
- Living On The Edge – 2005 (álbum)[3][4]

## Ligações Externas
- http://www.santa-maria.boom.ru/
- http://www.metal-observer.com/articles.php?lid=1&sid=5&a=lc&c=111
- http://www.metal-observer.com/articles.php?lid=1&sid=1&id=10658
- http://www.metal-observer.com/articles.php?lid=1&sid=1&id=11023
- http://www.metal-observer.com/articles.php?lid=1&sid=1&id=11023